# Voraspis bauhiniae
Voraspis bauhiniae är en insektsart som först beskrevs av Hall 1946.  Voraspis bauhiniae ingår i släktet Voraspis och familjen pansarsköldlöss.
Artens utbredningsområde är Senegal. Inga underarter finns listade i Catalogue of Life.